# 尼爾森·迪利普庫瑪
尼爾森·迪利普庫瑪（英語：Nelson Dilipkumar，/nɛlsən ðɪliːpkumɑːr/，1984年6月21日—），印度男導演、編劇及製片人，主要從事考萊塢電影製作，以執導融合黑色喜劇的犯罪和動作片而聞名。
尼爾森的導演事業始於2010年起籌備的長片《獵王》（Vettai Mannan），但因各種原因而被擱置。之後以《科拉姆粉夜鶯》（2018年）首次亮相影壇。他執導的《醫者》（2021年）在新冠疫情期間獲得了商業上的成功。而之後帶來的《狂勇救援手》（2022年）及《獄卒》（2023年）皆成為票房大片；其中，《獄卒》的總票房超過60億盧比，此成績在考萊塢電影史上名列前茅。

## 早年
尼爾森·迪利普庫瑪生於泰米尔纳德邦韦洛尔，擁有欽奈新學院視覺傳達專業的學位。他的職業生涯始於在電視頻道星空維杰擔任助理編劇。尼爾森之父於2018年11月去世。

## 作品列表
| 年份 | 標題             | 職位             | 附註                                       |
| ---- | ---------------- | ---------------- | ------------------------------------------ |
| 2018 | 《科拉姆粉夜鶯》 | 導演、編劇       |                                            |
| 2021 | 《醫者》         | 導演、編劇       |                                            |
| 2022 | 《狂勇救援手》   | 導演、編劇、演員 | 角色：「他自己」（〈快樂的基卡納〉；客串） |
| 2023 | 《獄卒》         | 導演、編劇       |                                            |
| 2024 | 《血腥乞丐》     | 監製             |                                            |
| TBA  | 《獄卒2》        | 導演、編劇       |                                            |

## 外部連結
- 尼爾森·迪利普庫瑪在互联网电影资料库（IMDb）上的資料（英文）
- 尼爾森·迪利普庫瑪的X（前Twitter）